# Kanton Die
Der Kanton Die war bis 2015 ein französischer Wahlkreis im Département Drôme in der Region Rhône-Alpes. Er umfasste 15 Gemeinden mit dem Hauptort Die. Vertreter im conseil général des Départements war zuletzt Bernard Condette.

## Gemeinden
| Gemeinde              | Einwohnerzahl | Fläche (ha) |
| --------------------- | ------------- | ----------- |
| Aix-en-Diois          | 255           | 1649        |
| Barsac                | 141           | 1558        |
| Chamaloc              | 101           | 2189        |
| Die (Chef-lieu)       | 4451          | 5728        |
| Laval-d’Aix           | 89            | 2005        |
| Marignac-en-Diois     | 135           | 1826        |
| Molières-Glandaz      | 113           | 287         |
| Montmaur-en-Diois     | 79            | 1280        |
| Ponet-et-Saint-Auban  | 89            | 1321        |
| Pontaix               | 136           | 1968        |
| Romeyer               | 154           | 4146        |
| Saint-Andéol          | 34            | 1337        |
| Saint-Julien-en-Quint | 142           | 4735        |
| Sainte-Croix          | 90            | 1078        |
| Vachères-en-Quint     | 34            | 514         |